# Румяна Друмева
Румяна Друмева е българска сценаристка.

## Биография
Завършила е българска филология в СУ „Св. Климент Охридски“. Специализира курс по исторически роман при проф. Георги Цанев. Магистър по телевизионна журналистика.
Работи като телевизионен журналист – редактор и изпълнителен продуцент в БНТ, главни редакции „Пламък“, „Култура и образование“, „Съвременник“ и „Общество“ до 2005 г. Редактор на международните ТВ копродукции „Деца до децата“, „Европеецът“ с режисьор Фолко Куиличи – РАИ, на наградената от фестивала в Бордо научно-популярна рубрика „Архитектурното наследство на България“, на рубриката „Атлас“ и др.
Автор на пътеписи, детски и художествени програми, очерци, десетки публицистични предавания, исторически и документални филми засъвременността. Съавтор на проф. Иван Джаджев в поредицата „Естетически проекции“, на проф. Васил Вичев – „Студио етика“, на проф. Николай Генчев в художествения сериал за Левски в историческите рубрики „Срещи с времето“ и „Времена и хора“.
Сценарист на „Американска поезия“ (постановка на Богдан Сърчаджиев) и на игралния филм на режисьора Юри Жиров „Калиопа“ по П. К. Яворов. От 2006 г. до 2008 г. е сценарист на „Часът на историята“ – художествено-документална рубрика на ВТК.
Румяна Друмева е член на Съюза на българските журналисти и на „Филмаутор“. От 2010 г. е председател на народно читалище „П. К. Яворов“, София.